# Hans Uebelein
Hans Uebelein (* 2. März 1914; † 23. Dezember 1971) war ein deutscher Fußballspieler.

## Karriere
Hans Uebelein, in den Statistiken zur Unterscheidung zu seinem zwei Jahre jüngeren Bruder Julius oft als „Uebelein I“ bezeichnet, kam 1934 im Alter von 20 Jahren zum 1. FC Nürnberg. In den ersten Jahren seiner Laufbahn spielte er im Mittelfeld, später wurde er in der Regel als Verteidiger aufgeboten.
Seinen ersten Titel errang Uebelein bereits in seinem zweiten Jahr beim Klub. Am 8. Dezember 1935 stand er als rechter Mittelfeldspieler im erstmals ausgetragenen Finale um den deutschen Fußballpokal (Tschammerpokal), das die Nürnberger mit 2:0 über den FC Schalke 04 gewannen. Die Zeitschrift Fußball-Woche beschrieb ihn als „rechten Außenläufer, der, obgleich nur mittelgroß und leichtgebaut, prachtvoll kämpferisch und ein Könner dazu war.“ Ein halbes Jahr später, am 21. Juni 1936, stand der 1. FC Nürnberg wieder mit Uebelein im rechten Mittelfeld im Endspiel um die deutsche Fußballmeisterschaft. Diesmal gewannen die Franken nach Verlängerung mit 2:1 über Fortuna Düsseldorf. Auch 1937 kamen die Nürnberger wieder in das Endspiel um die deutsche Meisterschaft, Uebelein spielte erneut auf der rechten Mittelfeldseite, das Spiel ging jedoch gegen Schalke mit 0:2 verloren. In der Pokalsaison 1939/40 stand der 1. FC Nürnberg am 28. April 1940 zum zweiten Mal im Endspiel um den Tschammerpokal und ging erneut als Sieger vom Platz. Beim 2:0 über den SV Waldhof Mannheim spielte Uebelein als linker Verteidiger. Auch im Pokalwettbewerb 1940 erreichte der Klub wieder das Endspiel, das diesmal jedoch nach Verlängerung mit 1:2 gegen den Dresdner SC verloren ging. Auch in diesem Spiel hatte Uebelein auf der Position des linken Verteidigers gespielt, obwohl er zu dieser Zeit bereits als Soldat an der Westfront kämpfte. Er war kurzfristig für das Spiel beurlaubt worden, um den erkrankten Georg Kennemann zu ersetzen.
Bereits in seinen ersten Nürnberger Jahren geriet Uebelein in das Blickfeld des Reichstrainers Otto Nerz. Diesem missfiel jedoch Uebeleins lockere Lebensweise, außerdem wurde ab 1937 Uebeleins Militärdienst zum Hindernis, sodass es nur zu einer Einladung zum Länderspiel gegen Ungarn 1938 reichte, in dem Uebelein jedoch nicht aufgeboten wurde.
Nachdem Uebelein in den Kriegsjahren auch für die Militärmannschaft Burgstern Noris gespielt hatte, setzte er nach dem Zweiten Weltkrieg seine Karriere beim 1. FC Nürnberg fort. Bereits in der ersten Nachkriegsmeisterschaft konnten die Nürnberger wieder an ihre erfolgreiche Vergangenheit anknüpfen und kamen zum neunten Mal in das Endspiel. Am 8. August 1948 hieß der Gegner 1. FC Kaiserslautern, der mit 2:1 besiegt wurde. Obwohl bereits 34 Jahre alt, stand auch diesmal Uebelein wieder in den Reihen des 1. FC Nürnberg und spielte als rechter Verteidiger. Durch ein unglückliches Eigentor sorgte er nach einer sicheren 2:0-Führung für den einzigen Treffen der Lauterer. Trotzdem urteilte Sepp Herberger nach dem Spiel: „Uebelein ist ein hervorragender Mann im Kampf um den Ball. Aber das Hinausspritzen zum Außenstürmer – wie es das moderne Spiel des Verteidigers verlangt – liegt ihm nicht. Im Nahkampf hatte sein Linksaußen nichts zu bestellen. Darin ist er auch heute noch Meister.“
Am Ende der Saison 1950/51 beendete Uebelein seine Fußballkarriere, in der er innerhalb von 18 Jahren 487 Spiele für den Klub bestritten hatte. Allein in den Oberligajahren von 1945 bis 1951 absolvierte Uebelein 122 Meisterschaftsspiele, in denen er als Defensivspieler zu zwei Torerfolgen kam. Nach seiner Zeit als Fußballspieler betrieb Uebelein in Nürnberg ein Totogeschäft und war nebenbei als Trainer tätig. Im Nürnberger Stadion ist ein Zuschauerblock nach Hans Uebelein benannt.
Hans Uebelein starb am 23. Dezember 1971.